# Frédéric Moncassin
Frédéric Moncassin é um ex ciclista francês, nascido a 26 de setembro de 1968 em Toulouse.

## Biografia
Foi um velocista, profissional desde 1990 até 1999 dentro das equipas: Castorama, WordPerfect, Novell, Gan e Crédit Agricole.
Entre as suas façanhas importantes, tomamos nota da sua vitória na Kuurne-Bruxelas-Kuurne baixo um grande dilúvio, e 2 vitórias no Tour de France em Bolduque e num grande sprint na meta de Bordéus. Também se pôs o maillot amarelo durante a 3ª etapa do Tour.
Na Paris-Roubaix de 1997, escapou-se com o moldavo Andrei Tchmil a poucos quilómetros do final, mas que se juntaria o grupo dos favoritos devido à escassa cooperação de seu colega.
Foi o seleccionador nacional de ciclismo estrada da selecção da França desde 2004 até 2008. Foi substituído por Laurent Jalabert.
A 24 de julho de 2013 o seu nome apareceu no relatório publicado pelo senado francês como um dos trinta ciclistas que teriam dado positivo no Tour de France de 1998 com carácter retroespectivo, já que analisaram as amostras de urina daquele ano com os métodos antidoping actuais.

## Palmarés
| 1989 - 1 etapa da Rota del Sur - Paris-Roubaix sub-23 1990 - 2 etapas da Dauphiné Libéré - Grand Prix de Denain - Grand Prix d'Isbergues 1991 - Grand Prix de Denain - 1 etapa do Grande Prêmio de Midi Livre - 1 etapa do Tour d'Armorique 1992 - 1 etapa da Étoile de Bessèges - 1 etapa do Tour do Mediterrâneo 1993 - Tour de l'Oise mais 2 etapas - 1 etapa da Dauphiné Libéré - 1 etapa do Tour de l'Avenir | 1994 - 1 etapa da Midi livre - 2º no Campeonato da França em Estrada 1995 - Kuurne-Bruxelas-Kuurne - Grande Prêmio Herning 1996 - 1 etapa da Paris-Nice - 2 etapas da Midi livre - 2 etapas da Rota del Sur - 2 etapas do Tour de France |